# Varanus douarrha
Varanus douarrha — вид ящірок родини Варанові (Varanidae), ендемік островів провінції Нова Ірландія — Нова Ірландія, Новий Гановер, Джаул. V. douarrha нагадує Varanus indicus і Varanus finschi, які значно поширені на островах Бісмарка. Морфологічні та молекулярно-генетичні дані показують, що V. douarrha є окремим видом у рамках групи V. indicus. V. douarrha може вирости до більш ніж 1,3 метра в довжину.

## Історія
Хоча V. douarrha вже був відкритий на початку 19 століття, але типовий зразок ніколи не досяг музею, а, як видається, був утрачений у корабельній аварії. Вчені нещодавно виявили і повторно описали цей вид варана. Це єдиний великих розмірів ендемік острова, який зберігся до нашого часу. Більшість ендемічних видів Нової Ірландії зникло тисячі років тому, коли люди колонізували острів. На підставі кісткових відкриттів, вчені тепер знають, що принаймні великий вид щура і кілька нелітаючих птахів жили в цьому районі. Варан виявлений Вальтером Вейджолою з відділу біорізноманіття Університету Турку, Фінляндія, який провів кілька місяців вивчаючи варанів з островів Бісмарка. Вчені знали впродовж довгого часу, що є варани на острові, але було незрозуміло, якому виду вони належать. Французький натураліст Рене Лессон відкрив варана під час відвідин острова з розвідувальним судном «La Coquille» в 1823 році, а пізніше назвав вид Varanus douarrha, що, згідно з Лессоном, означає «варан» на місцевій мові Siar-Lak (одна з австронезійських мов). цілком ймовірно, зразок цього виду був утрачений в у корабельній аварії на мисі Доброї Надії в 1824. Тому біолог ніколи не мав можливості вивчити так званий голотип. З тих пір він вважав, що варани на Новій Ірландії належать до Varanus indicus, який набув значного поширення в північній частині Австралії, Нової Гвінеї й прилеглих островів. Назва V. douarrha вважалася молодшим синонімом V. indicus. Проте нові морфологічні й генетичні дослідження підтвердили, що варани Нова Ірландія жили в ізоляції тривалий час і перетворилися на окремий вид. Та ж група вчених описала новий вид варанів з острова Муссау — Varanus semotus Weijola, Donnellan & Lindqvist, 2016. Разом ці два види подвоїли число варанів, що мешкають в архіпелазі Бісмарка.

## Етимологія
Згідно з Лессоном, douarrha означає варан місцевою мовою Siar-Lak. Під час польових досліджень у Новій Ірландії в 2012 році було опитано носіїв мови Siar-Lak. Згідно з опитуванням, словом Siar-Лак для варана є «kailam», а для Lamprolepis smaragdina — «dawar». Цілком можливо, що слова для цих різних видів були переплутані Лессоном, або що застосування місцевих назв змінилося після його візиту. Однак ясно, що назва була задумана Лессоном як транслітерація на французьку мову назви мовою Siar-Lak, як він її почув.

## Діагностика
У доповненні до молекулярно-генетичих характеристик V. douarrha можна відрізнити від інших членів групи V. indicus за унікальною комбінацією колірного малюнка: а) спина чорна  з більш-менш різними поперечними рядами жовтих плям і вічок; б) горлова області від кремового до жовто-оранжевого кольору і в цілому крапчаста з сіро-чорним маркуванням; в) язик рожевий з сірої пігментації на зубцях, а іноді й на дистальній частині стовбура. Крім того V. douarrha географічно обмежується островами провінції Нова Ірландія — Нова Ірландія, Новий Гановер, Джаул. Популяції V. douarrha , ймовірно, також зустрічаються на інших островах уздовж північної околиці Нової Ірландії (Tabar, Lihir, Tanga and Feni), але їхня присутність і таксономічний статус поки не підтверджені.